# Change the World
Change the World ist ein Softrock-Song, der von Tommy Sims, Gordon Kennedy und Wayne Kirkpatrick geschrieben und 1996 von der US-amerikanischen Country-Sängerin Wynonna Judd auf dem Album Revelations veröffentlicht wurde. Im selben Jahr veröffentlichte der britische Rockmusiker Eric Clapton den Song als Single zum Soundtrack des Films Phenomenon – Das Unmögliche wird wahr.

## Entstehung
Gordon Kennedy teilte der Zeitschrift American Songwriter mit, dass er zusammen mit Wayne Kirkpatrick in den frühen 1990er Jahren in den Quad Studios in Nashville Demos für bekannte Künstler aufgenommen hatte. Tommy Sims spielte im Studio auf der Bassgitarre und hatte eine Akkordabfolge und Melodie für ein Stück fertig; arbeitete jedoch nicht weiter daran. 
Einige Monate später brachte Kirkpatrick Sims dazu, die Idee auf einem Tonband festzuhalten, damit er weiter daran arbeiten konnte. Er schrieb den Text und verbesserte den musikalischen Aufbau des Stückes. In Columbus nahm Sims das Stück gemeinsam mit Kirkpatrick auf. Diese Version schickten sie Eric Clapton, der das fertige Demo in seiner Interpretation verwendete.

## Veröffentlichung
Da Clapton sicherstellen wollte, dass seine Blues-Wurzeln in das Stück einfließen, entschied er sich, die Aufnahme von Babyface produzieren zu lassen. Im Mai 2013 beschrieb Clapton gegenüber dem Mojo Magazine: „Die ersten beiden Zeilen, die ich in dem Song auf der Akustikgitarre spiele, stammen aus dem Lied Mannish Boy von Muddy Waters. […] Bei jeder Aufnahme versuche ich, meine Schulden zu begleichen. Ich glaube, dass ich hier einen guten Weg gefunden habe, einen Fuß im Blues zu behalten, auch wenn es versteckt scheint“ („The first two lines I play on that song on the acoustic guitar […] come from the beginning of ‘Mannish Boy’ by Muddy Waters. On every record I make, […] I make sure I pay my dues […]. I think I’ve found a way to do it, but it has to have one foot in the blues, even if its subtly disguised“).
Die Originalfassung erschien neben der Singleveröffentlichung auch auf dem Soundtrackalbum Phenomenon von 1996 und der Extended Play Pilgrim/Change the World von 1999. Des Weiteren veröffentlichte Clapton den Titel auf den Kompilationen Clapton Chronicles: The Best of Eric Clapton von 1999, Ballads von 2003, Complete Clapton von 2007 und Forever Man von 2015. Eine Live-Interpretation findet sich auf dem Album und dem Konzertfilm One More Car, One More Rider aus dem Jahr 2001. Insgesamt erscheint Change the World auf mehr als 20 Veröffentlichungen.
Clapton führte das Lied zuerst am 26. Februar 1997 während der Grammy Awards 1997 zusammen mit Babyface auf. Ausgestrahlt wurde der Auftritt bei dem US-amerikanischen Fernsehsender CBS. Dabei spielte Clapton den Song auf einer 1996 gefertigten Akustikgitarre der Form 038 des Herstellers George Lowden, die er von Paul Brady geschenkt bekommen hatte.
Im September desselben Jahres spielte Clapton eine elektrische Version des Liedes für das Babyface-Album MTV Unplugged NYC 1997 ein. Bestandteil war der Song während Claptons Musiktourneen in den Jahren 1998 und 2003 sowie der Reptile World Tour im Jahr 2001.

## Rezeption

### Rezensionen
Als Change the World erschien, vermerkte Elton Johns Songschreiber Bernie Taupin im Interview mit dem Musician Magazine, dass „nur die Produktion und die gute Melodie des Liedes zum Erfolg verhalf. […] Der Liedtext ist schlecht. Einige Reime im Lied sind wirklich schrecklich […]“ („What sold that song, I believe, is production. And it had a good melody. […] It’s a bad lyric. There are some rhymes in there that are really awful […]“).
Journalist Frank Merschmeier von der Schweizer Hitparade lobte den christlich-religiösen Hintergrund des Stückes und bezeichnet Change the World als ein Liebeslied. Allmusic-Kritiker Matthew Greenwald nannte das Stück „erfrischend im Gegensatz zu manchen Pop-/Blues-/Rock-Veröffentlichungen der vergangenen Jahre“ und lobte Claptons musikalisches Schaffen auf der Aufnahme. Er vergab 2.5 von 5 möglichen Sternen für die Singleauskopplung.

### Auszeichnungen und Preise
Bei den Grammy Awards 1997 wurde der Song dreimal ausgezeichnet. Clapton erhielt den Grammy in den Kategorien „Single des Jahres“, „Song des Jahres“ und „Beste männliche Gesangsdarbietung – Pop“. Produzent der Aufnahme, Babyface, wurde an dem Abend als „Produzent des Jahres“ ausgezeichnet. Während der BMI Film & TV Awards 1997 wurde Change the World dreimal als „Most Performed Song from a Film“ geehrt. In der Kategorie „Most Performed Songs from Motion Pictures“ wurde der Song mit einem ASCAP Award prämiert. Des Weiteren wurde Clapton bei den MTV Movie Awards 1997 für den besten Filmsong und von der Online Film & Television Association für den OFTA Film Award nominiert. Die RIAA listete Change the World auf Platz 270 der Songs of the Century.

## Kommerzieller Erfolg

### Chartplatzierungen
In Deutschland erreichte der Song Platz 30 der Charts und blieb 22 Wochen in der Hitparade. In Österreich und der Schweiz belegte die Veröffentlichung die Plätze 10 bzw. 21. Im Vereinigten Königreich positionierte sich die Auskopplung auf Platz 18 der Singlecharts. In den Vereinigten Staaten erreichte Change the World Platz 5 der Billboard Hot 100, Platz 54 der R&B-/Hip-Hop-Songs-Chart sowie Rang 1 und 2 der Adult-Top-40- und Pop-Songs-Chart. Weitere Nummer-eins-Platzierungen belegte der Titel auf der kanadischen Single- und Adult-Contemporary-Chart sowie Top-10-Positionen in Neuseeland, Frankreich und Australien. In Norwegen, Schweden, Belgien und den Niederlanden belegte das Lied die Top 30 der Ländercharts. In den US-amerikanischen Jahrescharts von 1996 fand sich die Single auf Platz 19 und 67.
| ChartsChartplatzierungen       | Höchstplatzierung | Wochen |
| ------------------------------ | ----------------- | ------ |
| Deutschland (GfK)              | 30 (23 Wo.)       | 23     |
| Österreich (Ö3)                | 10 (18 Wo.)       | 18     |
| Schweiz (IFPI)                 | 21 (15 Wo.)       | 15     |
| Vereinigte Staaten (Billboard) | 5 (43 Wo.)        | 43     |
| Vereinigtes Königreich (OCC)   | 18 (8 Wo.)        | 8      |

| ChartsJahrescharts (1996)      | Platzierung |
| ------------------------------ | ----------- |
| Vereinigte Staaten (Billboard) | 19          |

### Auszeichnungen für Musikverkäufe
| Land/Region               | Auszeichnungen für Musikverkäufe (Land/Region, Auszeichnung, Verkäufe) | Verkäufe  |
| ------------------------- | ---------------------------------------------------------------------- | --------- |
| Australien (ARIA)         | Gold                                                                   | 35.000    |
| Frankreich (SNEP)         | Silber                                                                 | 125.000   |
| Japan (RIAJ)              | 2× Platin (Physisch) · + Platin (Digital)                              | 450.000   |
| Neuseeland (RMNZ)         | Gold                                                                   | 5.000     |
| Vereinigte Staaten (RIAA) | Gold                                                                   | 1.000.000 |
| Insgesamt                 | 1× Silber · 3× Gold · 3× Platin ·                                      | 1.615.000 |

Hauptartikel: Eric Clapton/Auszeichnungen für Musikverkäufe